# سفارت ایرلند در برلین
سفارت ایرلند در برلین (به آلمانی: Irische Botschaft in Berlin) یک منطقهٔ مسکونی و نمایندگی سیاسی این کشور در آلمان است که در برلین واقع شده‌است.